# 土族 (越南)
土族（越南语：／）是越南官方劃分的54個民族之一，主要分布在乂安省，1999年人口68,394人，與中國的少數民族之一土族并無關聯。

## 名人
- 张氏云，越南第十一届国会议员（2001-2006）